# 1679 Nevanlinna
1679 Nevanlinna este un asteroid din centura principală, descoperit pe 18 martie 1941, de Liisi Oterma.